# Eurobowl 2011
Navigation
Édition précédente Édition suivante
L'Eurobowl 2011 est la 25e saison de l'European Football League.

## Clubs de l'édition 2011
| Club                    | Pays      | Saison 2010                                                 |
| ----------------------- | --------- | ----------------------------------------------------------- |
| Berlin Adler            | Allemagne | Vice-champion d'Allemagne Vainqueur Eurobowl                |
| Calanda Broncos         | Suisse    | Champion de Suisse Vainqueur EFAF Cup                       |
| Carlstad Crusaders      | Suède     | Champion de Suède Finaliste EFAF Cup                        |
| Danube Dragons          | Autriche  | Champion d'Autriche Quart de finaliste EFL                  |
| Dracs de Badalona       | Espagne   | Demi-finaliste du championnat d'Espagne Poule EFL           |
| Giants de Graz          | Autriche  | Demi-finaliste du championnat d'Autriche Demi-finaliste EFL |
| Kiel Baltic Hurricanes  | Allemagne | Champion d'Allemagne                                        |
| Panthers de Parme       | Italie    | Champion d'Italie Demi-finaliste EFAF Cup                   |
| Pioners de L'Hospitalet | Espagne   | Demi-finaliste du championnat d'Espagne Poule EFL           |
| Prague Panthers (en)    | Tchéquie  | Champion de République Tchèque Poule EFL                    |
| Raiders du Tyrol        | Autriche  | Vice-champion d'Autriche Demi-finaliste EFL                 |
| Spartiates d'Amiens     | France    | Champion de France                                          |
| Vikings de Vienne       | Autriche  | Demi-finaliste du championnat d'Autriche Finaliste EFL      |

## Tour préliminaire
| Qualifié pour les quarts de finale |

| Club                 | Jour. | Vic. | Nuls | Déf. | Pts | Pts pour | Pts contre | Diff. |
| -------------------- | ----- | ---- | ---- | ---- | --- | -------- | ---------- | ----- |
| Danube Dragons       | 1     | 1    | 0    | 0    | 3   | 33       | 16         | +17   |
| Prague Panthers (en) | 1     | 0    | 0    | 1    | 0   | 16       | 13         | -17   |

- 2 avril 2011 :

Dragons 33 - 16 Panthers
| Club                   | Jour. | Vic. | Nuls | Déf. | Pts | Pts pour | Pts contre | Diff. |
| ---------------------- | ----- | ---- | ---- | ---- | --- | -------- | ---------- | ----- |
| Carlstad Crusaders     | 1     | 1    | 0    | 0    | 3   | 22       | 20         | +2    |
| Kiel Baltic Hurricanes | 1     | 0    | 0    | 1    | 0   | 20       | 22         | -2    |

- 23 avril 2011 :

Hurricanes 20 - 22 Crusaders (après prolongations)
| Club                | Jour. | Vic. | Nuls | Déf. | Pts | Pts pour | Pts contre | Diff. |
| ------------------- | ----- | ---- | ---- | ---- | --- | -------- | ---------- | ----- |
| Spartiates d'Amiens | 2     | 2    | 0    | 0    | 6   | 128      | 20         | +108  |
| Dracs de Badalona   | 2     | 0    | 0    | 2    | 0   | 20       | 128        | -108  |

- 26 mars 2011 :

Dracs 12 - 62 Spartiates
- 2 avril 2011 :

Spartiates 66 - 8 Dracs
| Club                    | Jour. | Vic. | Nuls | Déf. | Pts | Pts pour | Pts contre | Diff. |
| ----------------------- | ----- | ---- | ---- | ---- | --- | -------- | ---------- | ----- |
| Calanda Broncos         | 2     | 2    | 0    | 0    | 6   | 73       | 14         | +59   |
| Panthers de Parme       | 2     | 1    | 0    | 1    | 3   | 47       | 51         | -4    |
| Pioners de L'Hospitalet | 2     | 0    | 0    | 2    | 0   | 20       | 75         | -55   |

- 9 avril 2011 :

Pioners 20 - 3 Panthers
- 16 avril 2011 :

Broncos 42 - 0 Pioners
- 23 avril 2011 :

Panthers 14 - 31 Broncos

## Phase finale
|  | Quarts de finale    | Quarts de finale    | Quarts de finale  | Quarts de finale  |                  |                  | Demi-finales | Demi-finales | Demi-finales | Demi-finales |  |  | Finale                                     | Finale                                     | Finale                                     | Finale                                     |
|  |                     |                     |                   |                   |                  |                  |              |              |              |              |  |  |                                            |                                            |                                            |                                            |
|  | 7 mai               | 7 mai               | 7 mai             | 7 mai             |                  |                  | 28 mai       | 28 mai       | 28 mai       | 28 mai       |  |  | Eurobowl XXV 18 juin Innsbruck, Tivoli Neu | Eurobowl XXV 18 juin Innsbruck, Tivoli Neu | Eurobowl XXV 18 juin Innsbruck, Tivoli Neu | Eurobowl XXV 18 juin Innsbruck, Tivoli Neu |
|  | 7 mai               | 7 mai               | 7 mai             | 7 mai             |                  |                  | 28 mai       | 28 mai       | 28 mai       | 28 mai       |  |  | Eurobowl XXV 18 juin Innsbruck, Tivoli Neu | Eurobowl XXV 18 juin Innsbruck, Tivoli Neu | Eurobowl XXV 18 juin Innsbruck, Tivoli Neu | Eurobowl XXV 18 juin Innsbruck, Tivoli Neu |
|  | Berlin Adler        | Berlin Adler        | 35                | 35                |                  |                  | 28 mai       | 28 mai       | 28 mai       | 28 mai       |  |  | Eurobowl XXV 18 juin Innsbruck, Tivoli Neu | Eurobowl XXV 18 juin Innsbruck, Tivoli Neu | Eurobowl XXV 18 juin Innsbruck, Tivoli Neu | Eurobowl XXV 18 juin Innsbruck, Tivoli Neu |
|  | Berlin Adler        | Berlin Adler        | 35                | 35                |                  |                  | 28 mai       | 28 mai       | 28 mai       | 28 mai       |  |  | Eurobowl XXV 18 juin Innsbruck, Tivoli Neu | Eurobowl XXV 18 juin Innsbruck, Tivoli Neu | Eurobowl XXV 18 juin Innsbruck, Tivoli Neu | Eurobowl XXV 18 juin Innsbruck, Tivoli Neu |
|  | Danube Dragons      | Danube Dragons      | 25                | 25                |                  |                  | 28 mai       | 28 mai       | 28 mai       | 28 mai       |  |  | Eurobowl XXV 18 juin Innsbruck, Tivoli Neu | Eurobowl XXV 18 juin Innsbruck, Tivoli Neu | Eurobowl XXV 18 juin Innsbruck, Tivoli Neu | Eurobowl XXV 18 juin Innsbruck, Tivoli Neu |
|  | Danube Dragons      | Danube Dragons      | 25                | 25                | Berlin Adler     | Berlin Adler     | 32           | 32           |              |              |  |  | Eurobowl XXV 18 juin Innsbruck, Tivoli Neu | Eurobowl XXV 18 juin Innsbruck, Tivoli Neu | Eurobowl XXV 18 juin Innsbruck, Tivoli Neu | Eurobowl XXV 18 juin Innsbruck, Tivoli Neu |
|  | 7 mai               |                     |                   |                   | Berlin Adler     | Berlin Adler     | 32           | 32           |              |              |  |  | Eurobowl XXV 18 juin Innsbruck, Tivoli Neu | Eurobowl XXV 18 juin Innsbruck, Tivoli Neu | Eurobowl XXV 18 juin Innsbruck, Tivoli Neu | Eurobowl XXV 18 juin Innsbruck, Tivoli Neu |
|  |                     |                     | Giants de Graz    | Giants de Graz    | 30               | 30               |              |              |              |              |  |  | Eurobowl XXV 18 juin Innsbruck, Tivoli Neu | Eurobowl XXV 18 juin Innsbruck, Tivoli Neu | Eurobowl XXV 18 juin Innsbruck, Tivoli Neu | Eurobowl XXV 18 juin Innsbruck, Tivoli Neu |
|  | Giants de Graz      | Giants de Graz      | Giants de Graz    | Giants de Graz    | 30               | 30               | 41           | 41           |              |              |  |  | Eurobowl XXV 18 juin Innsbruck, Tivoli Neu | Eurobowl XXV 18 juin Innsbruck, Tivoli Neu | Eurobowl XXV 18 juin Innsbruck, Tivoli Neu | Eurobowl XXV 18 juin Innsbruck, Tivoli Neu |
|  | Giants de Graz      | Giants de Graz      | 28 mai            |                   |                  |                  | 41           | 41           |              |              |  |  | Eurobowl XXV 18 juin Innsbruck, Tivoli Neu | Eurobowl XXV 18 juin Innsbruck, Tivoli Neu | Eurobowl XXV 18 juin Innsbruck, Tivoli Neu | Eurobowl XXV 18 juin Innsbruck, Tivoli Neu |
|  | Carlstad Crusaders  | Carlstad Crusaders  | 24                | 24                |                  |                  |              |              |              |              |  |  | Eurobowl XXV 18 juin Innsbruck, Tivoli Neu | Eurobowl XXV 18 juin Innsbruck, Tivoli Neu | Eurobowl XXV 18 juin Innsbruck, Tivoli Neu | Eurobowl XXV 18 juin Innsbruck, Tivoli Neu |
|  | Carlstad Crusaders  | Carlstad Crusaders  | 24                | 24                | Raiders du Tyrol | Raiders du Tyrol | 27           | 27           |              |              |  |  |                                            |                                            |                                            |                                            |
|  | 7 mai               |                     |                   |                   | Raiders du Tyrol | Raiders du Tyrol | 27           | 27           |              |              |  |  |                                            |                                            |                                            |                                            |
|  |                     |                     | Berlin Adler      | Berlin Adler      | 12               | 12               |              |              |              |              |  |  |                                            |                                            |                                            |                                            |
|  | Raiders du Tyrol    | Raiders du Tyrol    | Berlin Adler      | Berlin Adler      | 12               | 12               | 41           | 41           |              |              |  |  |                                            |                                            |                                            |                                            |
|  | Raiders du Tyrol    | Raiders du Tyrol    |                   |                   |                  |                  |              |              |              |              |  |  |                                            |                                            |                                            |                                            |
|  | Spartiates d'Amiens | Spartiates d'Amiens | 6                 | 6                 |                  |                  |              |              |              |              |  |  |                                            |                                            |                                            |                                            |
|  | Spartiates d'Amiens | Spartiates d'Amiens | 6                 | 6                 | Raiders du Tyrol | Raiders du Tyrol | 13           | 13           |              |              |  |  |                                            |                                            |                                            |                                            |
|  | 8 mai               |                     |                   |                   | Raiders du Tyrol | Raiders du Tyrol | 13           | 13           |              |              |  |  |                                            |                                            |                                            |                                            |
|  |                     |                     | Vikings de Vienne | Vikings de Vienne | 10               | 10               |              |              |              |              |  |  |                                            |                                            |                                            |                                            |
|  | Vikings de Vienne   | Vikings de Vienne   | Vikings de Vienne | Vikings de Vienne | 10               | 10               | 15           | 15           |              |              |  |  |                                            |                                            |                                            |                                            |
|  | Vikings de Vienne   | Vikings de Vienne   |                   |                   |                  |                  |              | 15           |              |              |  |  |                                            |                                            |                                            |                                            |
|  | Calanda Broncos     | Calanda Broncos     | 12                | 12                |                  |                  |              |              |              |              |  |  |                                            |                                            |                                            |                                            |
|  | Calanda Broncos     | Calanda Broncos     | 12                | 12                |                  |                  |              |              |              |              |  |  |                                            |                                            |                                            |                                            |
|  |                     |                     |                   |                   |                  |                  |              |              |              |              |  |  |                                            |                                            |                                            |                                            |